# Silniowy system pozycyjny
Silniowy system pozycyjny – pozycyjny system liczbowy w którym mnożniki poszczególnych pozycji nie są definiowane przez potęgę pewnej liczby (podstawy), lecz silnię kolejnych liczb naturalnych (z zerem), a liczba cyfr używanych na {\displaystyle n}-tej pozycji wynosi {\displaystyle n+1.}
Przykład:
| Pozycja         | ... | 6         | 5         | 4         | 3         | 2         | 1      | 0   |
| Wartość pozycji | ... | 6!        | 5!        | 4!        | 3!        | 2!        | 1!     | 0!  |
| Cyfry           | ... | {0,... 6} | {0,... 5} | {0,... 4} | {0,... 3} | {0, 1, 2} | {0, 1} | {0} |

Stąd zapis silniowy, np. liczby 4600, wygląda następująco:
{\displaystyle 6212200_{!}=(6\cdot 6!)+(2\cdot 5!)+(1\cdot 4!)+(2\cdot 3!)+(2\cdot 2!)+(0\cdot 1!)+(0\cdot 0!).}
Ze względu na to, iż na pozycji zerowej jest zawsze zero, istnieje odmiana bez tej pozycji, co nie wpływa na wartości zapisywanych liczb.
Zapis jest jednoznaczny, tzn. każdą liczbę naturalną można zapisać w tylko jeden sposób i każdy zapis oddaje dokładnie jedną wartość.